# Saint-Amant-de-Graves
Saint-Amant-de-Graves è un comune francese soppresso situato nel dipartimento della Charente nella regione dell'Aquitania-Limosino-Poitou-Charentes.
Nel 1997 si è fuso con Graves per formare il nuovo comune di Graves-Saint-Amant.